# Нивен, Барбара
Барбара Нивен (англ. Barbara Niven; род. 26 февраля 1953, Портленд) — американская актриса.

## Жизнь и карьера
Барбара Нивен родилась в Портленде, Орегон. Нивен сыграла более восьмидесяти ролей на протяжении своей карьеры, но наиболее известна благодаря участию в мыльных операх «Дерзкие и красивые» и «Одна жизнь, чтобы жить». Нивен кроме этого снялась в сериале «Золотые крылья Пенсаколы» в 1998—2000 годах и была гостем в таких шоу как «Скорая помощь», «Детектив Раш», «Зачарованные», а также имела второстепенные роли в сериалах «Тихие палисады» и «Шелковые сети».
Нивен сыграла роль Мэрилин Монро в фильме HBO «Крысиная стая» в 1998 году и появилась в нескольких десятках фильмов. В двухтысячных она сыграла во многих фильмах для женского кабельного канала Lifetime, в том числе «Убийство в моем доме» (2006), «Чёрная вдова» (2008), «Смерть в 17» (2008), «Обвиняемая» (2009), «Секреты моей матери» (2012) и «Жена online» (2012).
В 2013 году Нивен получила одну из основных ролей в сериале «Кедровая бухта», напротив Энди Макдауэлл.

## Личная жизнь
Трижды была замужем. С 1993 по 1998 год была замужем за актёром Дэвидом Нивеном мл. У неё есть дочь Джессика и трое внуков.
Барбара Нивен имеет двойное гражданство США и Канады.

## Фильмография
- Обещание (1986)
- Fatal Encounter (1990)
- Нанятые для убийства (1990)
- Полицейский-психопат 2 (1993)
- Незаконное вторжение (1993)
- Свояченица (1995)
- Взять живым (1995)
- За семью замками (1995)
- Ложный огонь (1996)
- Гуманоиды из бездны (1996)
- Лесной воин (1996)
- Depraved (1996)
- Имплантаторы (1997)
- Doublecross on Costa’s Island (1997)
- Крысиная стая (1998)
- Замужем за монстром (1998)
- Одинокий тигр (1999)
- Anoosh of the Airways (1999)
- Born Bad (1999)
- Luminarias (2000)
- Наедине с незнакомцем (2000)
- Рождественская песнь (2003)
- Незадачливый маньяк (2004)
- Тигриный рейс (ТВ, 2004)
- Свадебная лихорадка (2004)
- The Drone Virus (2004)
- Охота на призраков (2005)
- Только ты и я (2005)
- Чужой в моей постели (2005)
- Соседка (2005)
- Неудачная шутка (2006)
- Бумажный детектив: Загадка Дикого Запада (2006)
- Убийство в моём доме (2006)
- Всё, что есть у тебя (2006)
- Соперница (2006)
- День Святого Валентина (2007)
- Жажда скорости (2007)
- McBride: Semper Fi (2007)
- Чёрная вдова (2008)
- Смерть в 17 (2008)
- Короткая дорожка (2008)
- Спасти сказку (2008)
- Огненный шквал (2009)
- Кровь Луны (2009)
- Обвиняемая (2009)
- The Alpha Geek (2009)
- Home Invasion (2012)
- Жена online (2012)
- Секреты моей матери (2012)
- Пёс-купидон (2012)
- Идеальный конец (2012)
- Hamlet’s Ghost (2013)
- Глава денатурата (2013)
- Кедровая бухта (2013—2015)
- Кедровая бухта (2013)